# Corythopis delalandi
El mosquero terrestre sureño (Corythopis delalandi), también denominado mosquitero (en Paraguay y Argentina) es una especie de ave paseriforme de la familia Tyrannidae, una de las dos pertenecientes al género Corythopis. Es nativo del centro este de América del Sur.

## Distribución  y hábitat
Se distribuye por el este de Bolivia (este de Santa Cruz), centro y sur de Brasil (desde el sur de Mato Grosso, sur de Goiás, sur de Maranhão, Minas Gerais y Espírito Santo hacia el sur hasta el noroeste de Rio Grande do Sul), este de Paraguay y noreste de Argentina (Misiones, noreste de Corrientes); recientemente encontrado también en las yungas australes de Bolivia (sur de Santa Cruz, Tarija) y Argentina (Salta).
Esta especie es considerada bastante común en su hábitat natural: el suelo, o cerca, de selvas húmedas, principalmente por debajo de los 800 m de altitud.

## Sistemática

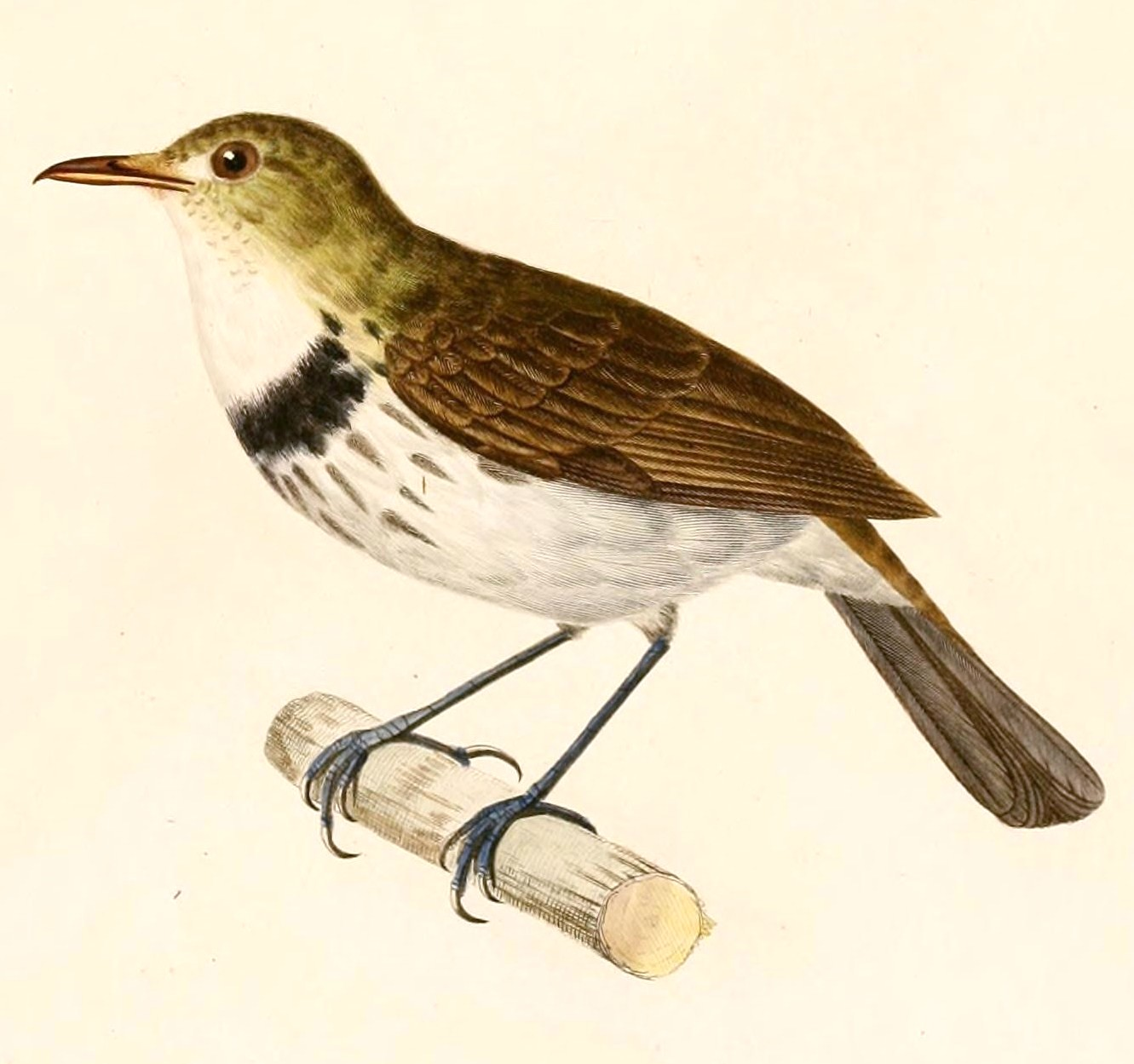
Conopophaga nigrocincta = Corythopis delalandi, ilustración en d'Orbigny Voyage dans l'Amérique Méridionale, 1847.

### Descripción original
La especie C. delalandi fue descrita por primera vez por el ornitólogo francés René Primevère Lesson en 1831 bajo el nombre científico Muscicapa delalandi; su localidad tipo es: «Rio de Janeiro, Brasil».

### Etimología
El nombre genérico masculino «Corythopis» se compone de las palabras del griego «koruthōn, koruthōnos» que significa ‘alondra’, y «ōpos» que significa ‘apariencia’; y el nombre de la especie «delalandi» conmemora al naturalista, explorador y colector francés Pierre Antoine Delalande (1787–1823).

### Taxonomía
Es próximo a Corythopis torquatus y podría ser conespecífico, pero las distribuciones se sobreponen en en centro de Brasil  (cuenca del alto río Xingú); adicionalmente difieren en el color oliva y no oliva pizarroso de los lados de la cabeza y partes superiores; la corona oliva y no gris oliva; los flancos de estrecho color oliva y no de ancho color gris; la mandíbula superior más pálida; la cola y alas algo más cortas; y el canto, con una frase más larga y con más silbidos. Es monotípica.